# Tulcarém
Tulcarém (Tulkarm ou Tulkarem) é uma cidade palestina localizada na Cisjordânia, capital da província de Tulcarém, no Estado da Palestina. A cidade israelense de Netanya fica a oeste, e as cidades palestinas de Nablus e Jenim, a leste. Tulcarém está sob a administração da Autoridade Nacional Palestina. De acordo com o Escritório Central de Estatísticas da Palestina, em 2017 Tulcarém tinha uma população de 64 532 habitantes.

## Ligações Externas
- Super Gate website for local commerce and services; includes notice board for congratulations and condolences {Arabic}

1. ↑  Preliminary Results of the Population, Housing and Establishments Census, 2017 (PDF). Escritório Central de Estatísticas da Palestina (Relatório). Estado da Palestina. Fevereiro de 2018. pp. 64–82. Consultado em 24 de outubro de 2023